# Galerie d'art d'Helsinki
La Galerie d'art d'Helsinki (finnois : Taidehalli) est une salle d'exposition dans le quartier de Töölö à Helsinki en Finlande.

## Description
Le musée est situé rue Nervanderinkatu derrière le parlement.
Le bâtiment représentatif du Classicisme nordique est conçu en 1927 par Jarl Eklund et Hilding Ekelund.
Il est inauguré le 3 mars 1928.
Depuis son ouverture il a accueilli de nombreuses expositions itinérantes finlandaises et internationales.
Le coût de l’entrée est de 10€ pour les etudiants. Un prix qui n’est pas justifié car le tour est vite fait. Cependant on peut y trouver une petite Camille ma foi sympathique.